# 笠真一
笠 真一（かさ しんいち、1952年10月6日 - ）は日本の経済人。元バーガーキング・ジャパン社長。大阪府出身。

## 来歴
大阪府立東淀川高等学校を経て、1976年に立命館大学産業社会学部を卒業、「給料がいいから」と日本マクドナルドに入社。1989年、日本マクドナルドの海外子会社「California Family Restaurant, Inc.」の統括責任者となる。帰国後、関西地区の営業部、販売部などを得て、1999年にナショナルフードサービス部長に就任。2002年、携帯電話を使った電子商取引への参入を目的として、大前研一が社長を務める「エブリデイ・ドット・コム」との共同出資で設立した新会社「エブリデイ・マック」の社長に就任したが、計画通りの結果が得られずに事業を休止。
その後、日本マクドナルド営業推進本部長に就任するも業績を上げられず解任。日本マクドナルド退社後はゼンショーグループ時代の日本ウェンディーズ社長に就任するも、短期で解任された。2006年11月、日本再出店を目指すバーガーキング・ジャパン社長に就任したが、これも短期間で解任された。
なおウェンディーズについては、親会社のゼンショーが売上不振を理由として、米国ウェンディーズ・アービーズグループとのフランチャイジー（FC）契約が2009年12月末で期間満了となるのを機に、契約を継続せず終了する旨を2009年12月10日に発表し、全店を閉店した。
2009年、家族亭に入社。常務執行役員マーケティング本部長などを務め、2019年に退職。